# 邱文祥
邱文祥（1958年12月16日—），中華民國醫師、學者及政治任務，亞洲泌尿科權威，新光醫院泌尿外科教授，國立陽明大學泌尿科教授、馬偕紀念醫院名譽顧問，亞洲泌尿科醫學會秘書長暨前會長，前台北市副市長。台灣低侵襲性泌尿外科手術先驅，亞洲泌尿外科腹腔鏡手術的播種者，1993年進行台灣首例腹腔鏡摘除腎臟手術。2021年代完成亞洲首例腹腔鏡膀胱摘除手術。
曾任台北榮總泌尿外科主治醫師、台南奇美醫學中心泌尿科主任、台北醫學大學附設醫院泌尿外科主任及學術副院長、世界泌尿內視鏡大會會長。台北市忠孝醫院院長，2007年任台北市政府衛生局局長，2010年任台北市副市長。2012年起擔任國立陽明大學醫學院院長。2014年7月任臺北市立聯合醫院總院長。

## 榮譽及獎項
- 1985年，國立陽明大學醫學院醫學系學業畢業成績第一名。
- 1993年，世界內視鏡泌尿學論文獎第三名。
- 1995年，第11屆影視泌尿學年會，佛羅倫斯、義大利 第三名。
- 2001年，19屆世界內視鏡泌尿學會 最佳醫學錄影帶獎。
- 2011年，行政院衛生署一等獎章
- 2011年，行政院一等獎章
- 2012年，國立陽明大學傑出校友獎
- 2016年，台灣醫療典範獎
- 2017年，日本泌尿外科醫學會榮譽會員奬
- 2017年，美國泌尿外科醫學會理事長褒揚獎
- 2023年，歐洲泌尿外科醫學會榮譽會員奬

## 專利
- 1998年，多功能腹腔鏡手術。
- 2000年，腹腔鏡術中血管結紮器。
- 2001年，雷射切割刀之探頭。
- 2002年，尿液腫瘤標記偵測膀胱癌。